# Озерский сельсовет (Башкортостан)
Озёрский сельсове́т — упразднённая в 2008 году административно-территориальная единица и сельское поселение (тип муниципального образования) в составе Дуванского района. Почтовый индекс — 452532. Код ОКАТО — 80223830000.
Объединён с сельским поселением Сикиязский сельсовет.
На 2008 год граничил с Салаватским районом, с муниципальными образованиями: Сикиязский сельсовет, Михайловский сельсовет («Закон Республики Башкортостан от 17.12.2004 N 126-з (ред. от 19.11.2008) „О границах, статусе и административных центрах муниципальных образований в Республике Башкортостан“»).

## Состав сельсовета
Село Озеро — административный центр.

## История
Закон Республики Башкортостан от 19.11.2008 N 49-з «Об изменениях в административно-территориальном устройстве Республики Башкортостан в связи с объединением отдельных сельсоветов и передачей населённых пунктов», ст.1 п. 19) б) гласил:

 "Внести следующие изменения в административно-территориальное устройство Республики Башкортостан:
 объединить Сикиязский и Озёрский сельсоветы с сохранением наименования «Сикиязский» с административным центром в селе Сикияз.
Включить село Озеро Озёрского сельсовета в состав Сикиязского сельсовета.

Утвердить границы Сикиязского сельсовета согласно представленной схематической карте.

Исключить из учётных данных Озёрский сельсовет